# Ам-Хоф

Ам Хоф (1865 год) с Арсеналом (слева), колонной Марии, дворцом Коллальто и церковью Ам-Хоф (справа).

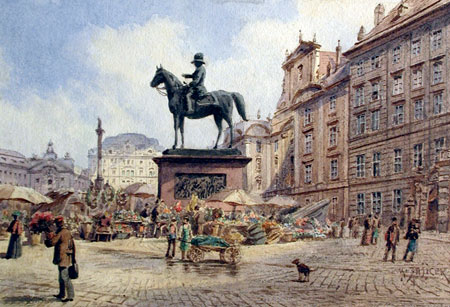
Рынок перед памятником Радецкому (1890, художник Карл Зайцек).

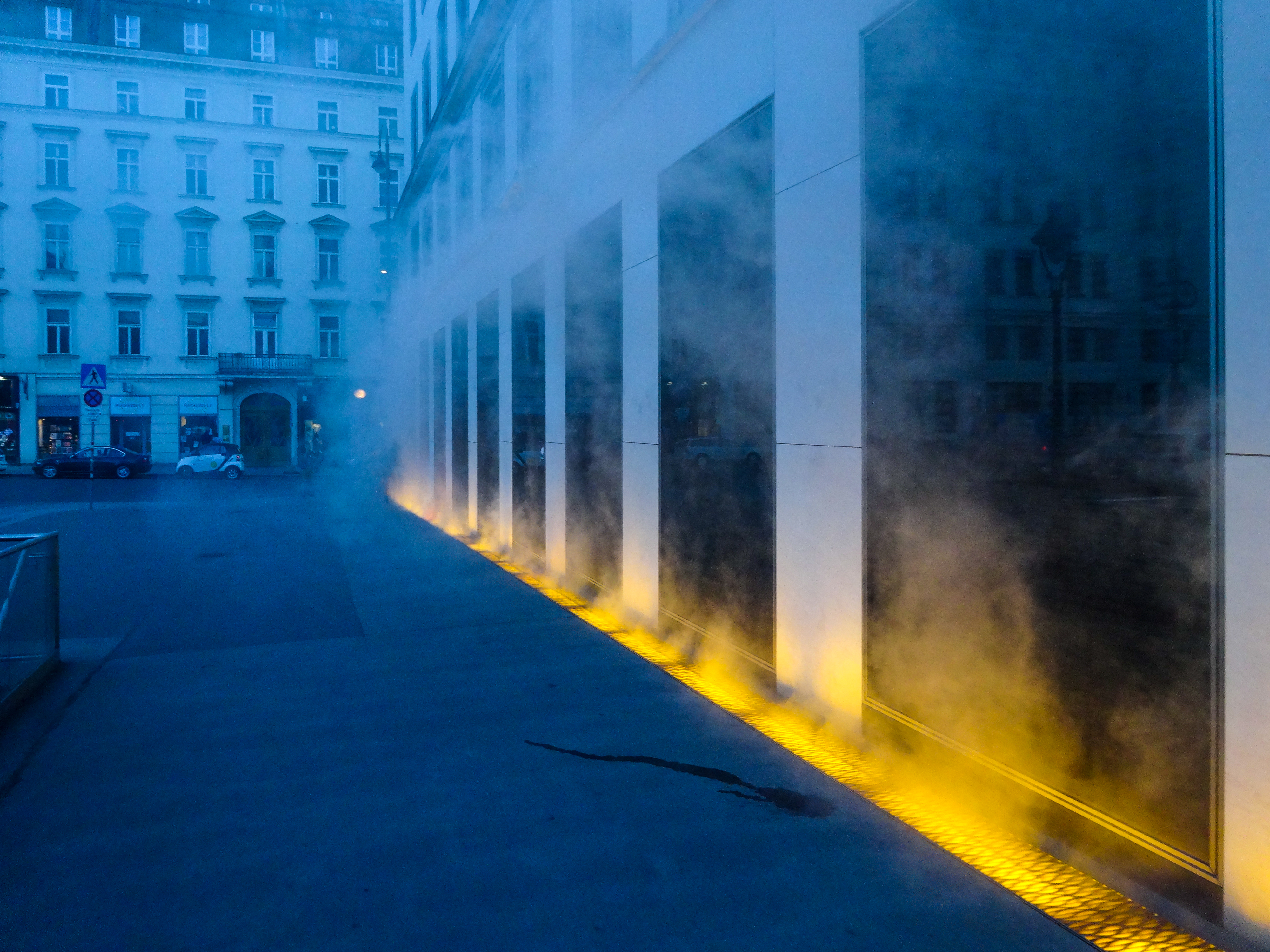
Инсталляция «Жёлтый туман» Олафура Элиассона.

Ам-Хоф (нем. Am Hof — «При Дворе») — исторически значимая площадь в Вене, расположенная во Внутреннем городе. 
Площадь находится между Богнергассе, Наглергассе, Хайденшусс, Фербергассе, Еврейской площадью и школьным двором в старой части города в непосредственной близости от средневекового гетто.

## История
Площадь Ам-Хоф была частью римского лагеря Виндобона, и до раннего средневековья эта местность не была заселена.
Между 1155 годом и около 1280 года здесь был двор Бабенбергов, на котором герцогом Генрихом II за 1155—1156 года была построена его резиденция. С северо-западной и юго-западной сторон «двор» был отделен стеной римского форта, в старый город и на Еврейскую площадь можно было выйти через ворота. В 1165 году здесь Генрих II встретил свою жену Теодору. Фридрих Барбаросса провел здесь третий крестовый поход со Святой Земли.
Сын Генриха, Леопольд V, между 1177—1194 годами устраивал здесь турниры, рыночную площадь, и сцену, на которой выступали такие певцы и поэты, как Рейнмар фон Хагенау и его ученики Вальтер фон дер Фогельвейде, часто в Миннезанг-состязаниях.
Площадь состояла из нескольких зданий и узкого переулка. Сама площадь с XIV века использовалась как рыночная, а позднее как место казней. В XVIII веке на рынке наряду с фруктами и овощами появились морская рыба, крабы и раки.
14 марта 1848 года во время революции (бунта) 1848—1849 годов произошел штурм Арсенала. 6 октября толпа силой вытащила из здания и повесила на фонарном столбе в центре площади военного министра Теодора фон Латура, в другом источнике указано что он был убит, в ходе уличных боев, вызванных приказом Латура направить войска на подавление революции (бунта) в Венгрии, и уже убитого Латура повесили на фонаре. Позже это место называлось «Народная площадь» (нем. Volksplatz).
В 1892 году около здания военного министерства была установлена конная статуя фельдмаршала Йозефа Радецкого скульптора Каспара фон Цумбуша, а в 1912 году военному министерству было передано недавно построенное здание на Рингштрассе. Место здания министерства в 1915 году заняла главная контора Земельного банка (нем. Länderbank).
В 1842—1918 и 1939—1942 годах на площади устраивался рождественский базар. В 1973 году здесь был блошиный рынок, в 1977 году на площади расположился Нашмаркт. Сегодня здесь также ежегодно открывается рождественский базар.
В фильме Кэрола Рида «Третий человек» (1948) показана площадь Ам-Хоф и тумба Морриса, ведущая в подземный мир венской канализации.
В 1962—1963 годах в ходе раскопок здесь были найдены следы римского поселения.
C 2008 года у фасада дома № 6a постоянно экспонируется инсталляция «Жёлтый туман» датско-исландского художника Олафура Элиассона

## Объекты площади
- Церковь Ам-Хоф

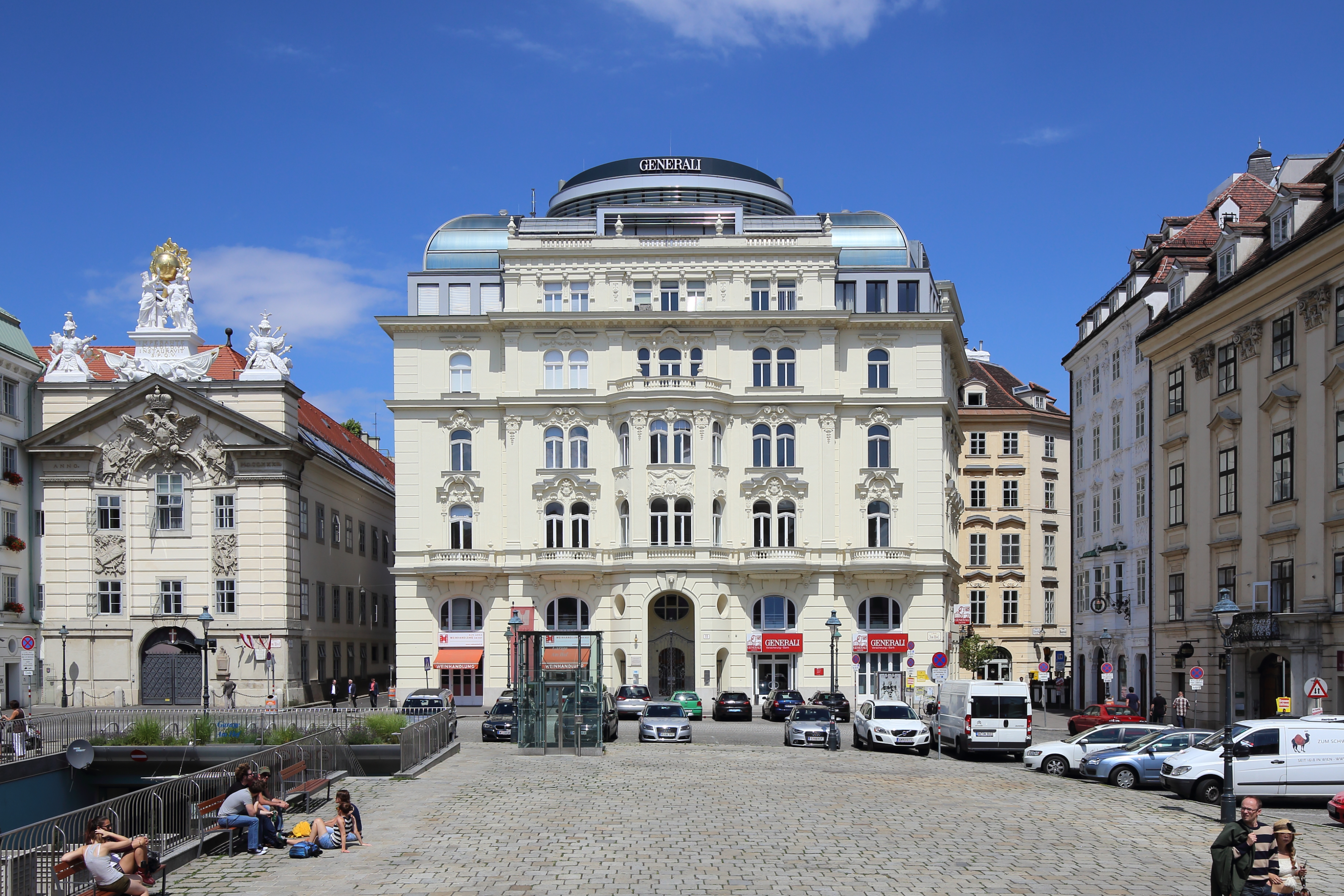
Жилой дом (дом № 11).

- Колонна Марии — «... среди площади зделан столп мраморной, на нем поставлен образ Пресвятыя Богородицы резной ...» — Колонна Марии на площади Ам-Хоф, создана в 1664 — 1667 годах, скульптором Бальтазаром Херольдом[1].
- Гражданский арсенал (дом № 10)
- Дворец Коллальто (дом № 13)
- Банк (Австрийское кредитное учреждение) (дом № 2)
- Центральный австрийский банк (дома № 3-4)
- Дом «Zum Hahnenbeiss» (дом № 5)
- Офисное здание общественной связи (дом № 6a)
- Дом «Märkleinsche» (дом № 7)
- Узкий дом (дом № 8)
- Венское пожарное депо (дом № 9)
- Жилой дом (дом № 11)
- Городской дом (дом № 12)